# Рюкюські мови
Рюкюські мови, або Рюкюська мова (рюк. ウチナーグチ, утіна: ґуті; яп. 琉球語, りゅうきゅうご, рюкю-ґо) — мови, якими розмовляють корінні мешканці островів Амамі та Рюкю. Разом з японською мовою та мовою хачіджьо утворюють японо-рюкюську групу мов.
Хоча японською мовою теж говорять на островах Рюкю, рюкюські мови не є взаємно зрозумілими з японською. Достеменно невідомо, скільки лишилось носіїв мови, та відомо, що через мовний зсув носіїв до стандартизованої японської та до діалектів японської, на кшталт окінавського діалекту, ці мови вважаються загроженими; За даними ЮНЕСКО, чотири рюкюські мови є «загроженими» та ще дві «небезпечно загроженими».

## Історія
Рюкюська мова є спадкоємцем мови пост-дзьомонівської популяції Рюкюських островів. Писемні пам'ятки VII століття дозволяють стверджувати, що на той час рюкюська сильно відрізнялася від японської. Сучасні дослідження свідчать, що лексика мова рюкюсців дуже подібна з лексикою стародавньої японської мови.
Нижче наведена порівняльна таблиця рюкюської мови (окінавський діалект) зі стандартною японською:
| Слова       | Японська | Рюкюська |
| ----------- | -------- | -------- |
| Дощ         | Аме      | Амі      |
| Човен       | Фуне     | Фуні     |
| Душа        | Кокоро   | Кукуру   |
| Ніч         | Йору     | Юру      |
| Брат        | Кьодай   | Тьо:де:  |
| Повертатися | Каеру    | Ке:юн    |
| Синій       | Аої      | О:сан    |

Більшість науковців, переважно японських, визначає рюкюську мову як діалект японської мови, називаючи першу південноострівним (яп. 南島方言, なんとうほうげん) або рюкюським діалектом (яп. 琉球方言, りゅうきゅうほうげん).

## Діалекти

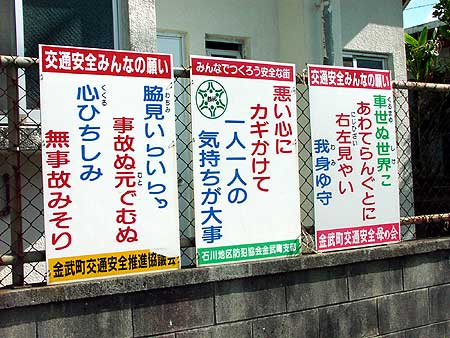
Плакати, що закликають бути обережним на дорогах, написані японською та рюкюською мовами (м. Кін, Окінава).

Рюкюська мова поділяється на 6 основних груп, які називають мовами, діалектами, наріччями або говорами:
Північна група
- Діалект Амамі
  - Поширений на островах Амамі. Стадартом для діалекту вважається говірка мешканців міста Амамі. Кількість мовців — 130 000 осіб.
- Діалект Окінави
  - Поширений в центрі та півдні острова Окінава. Стадартом для діалекту вважається говірка мешканців міста Наха. Кількість мовців — 900 000 осіб.
- Діалект Куніґамі
  - Поширений на півночі острова Окінава. Стадартом для діалекту вважається говірка мешканців села Куніґамі. Кількість мовців невідома.

Південна група
- Діалект Міяко
  - Поширений на островах Міяко. Стадартом для діалекту вважається говірка мешканців міста Міякодзіма. Кількість мовців — 55 783 осіб.
- Діалект Яеяма
  - Поширений на островах Яеяма. Стадартом для діалекту вважається говірка мешканців острова Ісіґакі. Кількість мовців — 44 650 осіб.
- Діалект Йонаґуні
  - Поширений на островах Яеяма. Стадартом для діалекту вважається говірка мешканців острова Йонаґуні. Кількість мовців — 18 000 осіб.

Нижче наведена порівняльна таблиця діалектів рюкюської мови з стандартною японською:
| Мови     | Дякую              | Ласкаво просимо |
| -------- | ------------------ | --------------- |
| Японська | Аріґато:           | Йо:косо         |
| Амамі    | Аріґатесама рьо:та | Імо:рі:         |
| Куніґамі | Міхедіро           | Уґаміябура      |
| Окінава  | Ніфе:де:біру       | Менсо:ре:       |
| Міяко    | Тандіґа:танді      | Нмя:чі          |
| Яеяма    | Мі:фаїю:           | О:ріто:рі       |
| Йонаґуні | Фуґараса           | Варі            |

## Система письма
Хоча рюкюська мова має відмінну від японської мови фонетику, вона не має власної абетки. У середньовіччі рюкюсці вели записи китайськими ієрогліфами, а з XIX століття, після входження королівства Рюкю до складу Японської імперії, перейшли на японську систему письма.